# Bobrowe
Bobrowe [pronunciación en polaco: /bɔˈbrɔvɛ/] (en ucraniano: Боброве, Bobrove) es un pueblo en el distrito administrativo de Gmina Gorzków, dentro del condado de Krasnystaw, voivodato de Lublin, en el este de Polonia. Se encuentra a unos 13 kilómetros al oeste de Krasnystaw y 42 kilómetros al sureste de la capital regional Lublin.